# Dendrophthora squamigera
Dendrophthora squamigera là một loài thực vật có hoa trong họ Santalaceae. Loài này được (Benth.) Benth. & Hook.f. mô tả khoa học đầu tiên năm 1880.